# Список керівників держав 80 року
Список керівників держав 79 року — 80 рік — Список керівників держав 81 року — Список керівників держав за роками

## Європа
- Боспорська держава — цар Рескупорід II (68-90)
- Дакія — цар Дурас (68-87)
- Ірландія — верховний король Туатал Техтмар (76-106)
- Римська імперія
  - імператор Тит Флавій Веспасіан (79-81)
  - консул Тит (80)
  - консул Тіт Фла́вій Доміціа́н (80)

## Азія
- Бану Джурам (Мекка) — шейх Абд аль-Масих (76-106)
- Велика Вірменія — цар Трдат I (62-88)
- Диньяваді — Вадха Ку (68-90)
- Іберійське царство — цар Картам (75-106)
- Індо-парфянське царство (Маргіана) — цар Санабар ( бл.80)
- Китай
  - Династія Хань — імператор Лю Да (Чжан-ді) (75-88)
- Корея
  - племінний союз Кая — Суро
  - Когурьо — тхеван (король) Тхеджохо (53-146)
  - Пекче — король Кіру (77-128)
  - Сілла — ісагим (король) Тхархе (57-80), його змінив Пхаса (80-112)
- Кушанська імперія — Куджула Кадфиз (30-80), його змінив Віма Такто (80-105)
- Набатейське царство — цар Раббель II Сотер (70-106)
- Осроена — цар Абгар VI (71-91)
- Персія
  - Парфія — шах Пакор II (78-105)
- Царство Сатаваханів — магараджа Пуріндрасена Сатавахана (62-83)
- Сипау (Онг Паун) — Сау Кам Монг (72-110)
- Хим'яр — цар Дхама'Алі Дхаріх (70-80), його змінив Йюхакам (80-85)
- Шрикшетра — Тамондарі (73-80), його змінив син Атитайя (80-83)
- Японія — тенно (імператор) Кейко (71-130)

## Африка
- Царство Куш — цариця Аманікаташан (62-85)